# Balanophora papuana
Balanophora papuana är en tvåhjärtbladig växtart som beskrevs av Schlechter. Balanophora papuana ingår i släktet Balanophora och familjen Balanophoraceae. Inga underarter finns listade i Catalogue of Life.